# Олійниково-Слобідська сільська рада
| Олійниково-Слобідська сільська рада — орган місцевого самоврядування у Білоцерківському районі Київської області з адміністративним центром у с. Олійникова Слобода. Історична дата утворення: в 1921 році. Сільській раді підпорядковані населені пункти: - с. Олійникова Слобода |

## Склад ради
Рада складається з 12 депутатів та голови.

### Керівний склад ради
| ПІБ                          | Основні відомості                                            | Дата обрання | Дата звільнення |
| ---------------------------- | ------------------------------------------------------------ | ------------ | --------------- |
| Саламанов Сергій Миколайович | Сільський голова, 1965 року народження, освіта, безпартійний | 26.03.2006   | 31.10.2010      |

Примітка: таблиця складена за даними джерела